# Апостол Пётр (икона из Синайского монастыря)
Икона апостола Петра — энкаустическая икона начала VI века, хранящаяся в собрании монастыря Святой Екатерины. Одно из древнейших иконописных изображений апостола Петра.
Икона была написана в начале VI века в Константинополе. Иконография близка к образу Христа Пантократора, созданному в середине того же века. Отмечают, что она похожа на «портрет реального человека с индивидуальным умным лицом и полным внимания взглядом». По сравнению с иконой Христа на данной иконе экседра за спиной апостола поднята очень высоко, что заметно изменяет композицию — фигура апостола Петра не возвышается в её обрамлении, а напротив уравновешивается композиционными элементами.:240
Фигура апостола одета в светлый хитон. В руки помещены крест и два свитка тёмно-синего цвета, что является нетрадиционными для иконографии апостола Петра атрибутами.  Их появление на иконе искусствовед Г. С. Колпакова объясняет тем, что апостол представлен на иконе в триумфальном образе исповедника, «свидетеля веры».:240-241 В этом образе крест в руке апостола это символическое указание, что Пётр, отрекшийся от Христа после его ареста, затем, раскаявшись, стал свидетельствовать о нём до самой своей смерти.
Над головой апостола помещён деисус с изображением Христа, Богородицы и Иоанна Богослова. Их полуфигуры заключены в медальоны как на античных портретах или щитах. Г.С. Колпакова отмечает, что деисус в такой композиции (Иоанна Крестителя заменяет изображение Иоанна Богослова) является сокращённым изображением сцены Распятия Христова.:243 По другой версии, в медальонах по сторонам от Иисуса Христа изображены знатная римлянка Рустициана и её наследник малолетний племянник Стратегио. Рустициана при поддержке и с благословения папы Григория Великого совершила паломничество на Синай и может считаться возможным заказчиком этой иконы.